# Швиндлери (1. сезона)
Прва сезона телевизијске серије Швиндлери емитовала се од 22. децембра 2019. године до  8. марта 2020. године на каналу Суперстар ТВ. Прва сезона се састоји од 12 епизода.

## Радња
У септембру 1930. године државна класна лутрија Краљевине Југославије објавила је да је извучена срећка са главном новчаном наградом Туристичке лутрије у износу од милион динара, који одлазе срећном добитнику у Паланци, градићу у унутрашњости Србије. Престолонаследник Петар, као покровитељ Јадранске страже која је покренула Туристичку лутрију, лично је честитао непознатом добитнику и позвао га да преузме награду у седишту Државне класне лутрије. Питање је само ко је добитник. То питање изненада ће окренути наглавачке миран и спокојан живот у Паланци. Доскора су њени грађани размишљали само о предстојећим изборима за градоначелника, на којима ће бирати између двојице кандидата који су једну приватну свађу претворили у политичко надметање, али је све то, изненадна појава лутрије, бацила у други план.

## Улоге
| Глумац                  | Улога                          |
| ----------------------- | ------------------------------ |
| Павле Менсур            | Иван Разумовић                 |
| Филип Хајдуковић        | Божа Баћковић                  |
| Драган Јовановић        | Софроније                      |
| Марко Баћовић           | Јоца Кирић                     |
| Горица Поповић          | Цветана                        |
| Војин Ћетковић          | Брзи Нож, Оштри Нож, Рђави Нож |
| Бранкица Себастијановић | Клара                          |
| Дејан Луткић            | Отон Муха                      |
| Невена Ристић           | Даринка                        |
| Страхиња Блажић         | Станислав                      |
| Анђела Јовановић        | Софија                         |
| Бранка Пујић            | Соколија                       |
| Власта Велисављевић     | Нићифор                        |
| Александар Ђурица       | Света Ранковић                 |
| Марко Гверо             | Комшија Сандучар               |

## Епизоде
| Бр. еп. (укупно) | Бр. еп. (у сезони) | Наслов                            | Редитељ                         | Сценариста         | Премијера          |
| --- | ------------------ | --------------------------------- | ------------------------------- | ------------------ | ------------------ |
| 1 | 1                  | Пилот                             | Немања Ћеранић и Мирослав Лекић | Ђорђе Милосављевић | 22. децембар 2019. |
| У септембру 1930. Државна класна лутрија Краљевине Југославије објавила је да је извучена срећка са главном новчаном наградом Туристичке лутрије, и то у износу од невероватних милион динара. Два ситна преваранта, Иван Разумовић Ика и његов пајташ Божа Баћковић, враћају се у своје родно место, Паланку, пошто су сазнали да је награду на лутрији добио управо неки њихов суграђанин. Паланка у коју стижу, растразана је сумњама о томе ко је тачно могући добитник лутрије, али и актуелним изборима, на којима треба да се бира између садашњег градоначелника Софре Игњатовића и његовог противкандидата Јоце Кирића. |                    |                                   |                                 |                    |                    |
| 2 | 2                  | Ђура зна код кога је срећка       | Немања Ћеранић и Мирослав Лекић | Ђорђе Милосављевић | 29. децембар 2019. |
| Градоначелник Софра ангажује инспектора у пензији Свету Ранковића да открије ко од Паланчана покушава да га уцењује. Ика и Божа почињу да раде за Отона Муху, необичног придошлицу у Паланку и рођеног брата чувеног сликара Алфонса Мухе. У кафани код Цанета, сазнају да Ђура, редовна Цанетова муштерија, зна код кога је срећка од милион динара. Ика посећује Теодору, жену доктора Настића, која је својевремено, због љубави према Ики покушала самоубиство, те остала унакажена витриолом. |                    |                                   |                                 |                    |                    |
| 3 | 3                  | Необичан договор и напитак за Ику | Немања Ћеранић и Мирослав Лекић | Ђорђе Милосављевић | 5. јануар 2020.    |
| Ика и Божа траже Гулу Чабра, код кога је наводно срећка од милион динара. Софрина ћерка Софија долази да у атељеу позира Отону Мухи - и присуствује чудном разговору, у коме се сазнаје да инспектор Света Ранковић сумња да је Отон криминалац светске репутације, познат и под надимком "Краљ Швиндлера". Доктор Настић, у присуству Теодоре, нуди Ики необичан договор и необичан напитак. |                    |                                   |                                 |                    |                    |
| 4 | 4                  | Време да се крене за Београд      | Немања Ћеранић и Мирослав Лекић | Ђорђе Милосављевић | 12. јануар 2020.   |
| Божа закључује да његов ортаклук са Иком ни једном ни другом није донео среће. Ика предлаже Јагоди да крену за Београд. Кад се већ спреме за пут, Ика добија сазнање о Гули Чабру и његовој срећки од милион динара. Тетка Цветану посећује Оштри Нож, брат Брзог Ножа и нови председник Уличног синдиката просјака и џепароша. |                    |                                   |                                 |                    |                    |
| 5 | 5                  | Ново разочарење у Ику             | Немања Ћеранић и Мирослав Лекић | Ђорђе Милосављевић | 19. јануар 2020.   |
| Отон Муха долази у званичну посету у кућу градоначелника Софре Игњатовића. Света га прати у стопу, а за помоћника ангажује Софриног сина Станислава. Јагода се поново разочарала у Ику, који ју је оставио пред полазак за Београд. Божа схвата да је Ика сазнао код кога је срећка од милион динара - ово посвађа двојицу дотад најближих пријатеља... |                    |                                   |                                 |                    |                    |
| 6 | 6                  | Ика и Божа налазе доказе          | Немања Ћеранић и Мирослав Лекић | Ђорђе Милосављевић | 26. јануар 2020.   |
| Света Ранковић убеђује Софру Игњатовића да исплати уцењивачу тражени износ, не би ли га приликом примопредаје новца Света ухватио. Тражећи начин да скупе новац којим би тикет откупили од Гуле Чабра, Ика и Божа налазе доказе да је њихов послодавац, Отон Муха, у ствари "Краљ швиндлера", кога тражи и југословенска и светска полиција. Одлучују да га заробе, да би за њега од полиције добили награду. |                    |                                   |                                 |                    |                    |
| 7 | 7                  | Отон Муха није швиндлер           | Немања Ћеранић и Мирослав Лекић | Ђорђе Милосављевић | 2. фебруар 2020.   |
| Отон Муха показао је Ики и Божи своја документа и коначно успео да их убеди - он није швиндлер, већ прави полицајац, маскиран у лажног Муху. Његов циљ је хапшење "Краља швиндлера", односно лажног полицајаца Свету Ранковића, који је Софру већ олакшао за новац намењен Софриним уцењивачима. Испоставља се да је Софрин уцењивач Цветана, која је од Игњатовића желела да добије новац за Софриног непризнатог сина, Ику Разумовића. |                    |                                   |                                 |                    |                    |
| 8 | 8                  | У Паланку стиже Рђави Нож         | Немања Ћеранић и Мирослав Лекић | Ђорђе Милосављевић | 9. фебруар 2020.   |
| Јеленковић долази по Софрину Софију. Ускоро у Паланку стиже Рђави Нож, трећи брат и трећи председник Уличног синдиката, решен да се обрачуна и са Цветаном, која је последња видела двојицу његове браће, и са Софром, чију су ћерку отели. Приликом преговора са отмичарима, Отон Муха добија кобан ударац у главу. |                    |                                   |                                 |                    |                    |
| 9 | 9                  | Акција ослобађања Софије          | Немања Ћеранић и Мирослав Лекић | Ђорђе Милосављевић | 16. фебруар 2020.  |
| Софра одлучује да се супростави Уличном синдикату. Неочекивано, читава Паланка одлучује да стане уз свог градоначелника. Цветана преузима на себе да поведе Паланчане у акцију ослобађања Софије. Божа и Ика схватају да су изиграни за срећку од милион динара, и то од једног познаника из прошлости. |                    |                                   |                                 |                    |                    |
| 10 | 10                 | Софра доживљава велики ударац     | Немања Ћеранић и Мирослав Лекић | Ђорђе Милосављевић | 23. фебруар 2020.  |
| Софија је ослобођена из руку Уличног синдиката, чији чланови заувек беже из Паланке... или остају сахрањени на приватном Цветанином гробљу. Упркос томе, Софра се доживео велики ударац - Отон Муха, за кога се доказало да је "Краљ швиндлера", отворио је његов сеф и украо цело богатство Игњатовића. Јоца Брица схвата да је Софра испао из трке за градоначелника и поново се кандидује за његовог наследника. Ика и Божа схватају да је добитник срећке - у Београду. |                    |                                   |                                 |                    |                    |
| 11 | 11                 | Ика уништава срећку               | Немања Ћеранић и Мирослав Лекић | Ђорђе Милосављевић | 1. март 2020.      |
| Ика и Божа налазе Катона Порцију и отимају му срећку од милион динара. То је закаснела правда за интриге и несрећу коју им је Катон у прошлости приредио. Кад се врате у Паланку, Ику и Божу дочекују као најугледније грађане. Међу онима који од њих траже позајмицу, јесте и Софра, једва опорављен од шлога. Револтиран, Ика пред целом Паланком демонстративно уништава срећку. Потом одлази да се суочи са доктором Настићем и његовом заробљеницом Теодором... |                    |                                   |                                 |                    |                    |
| 12 | 12                 | Коначни обрачун                   | Немања Ћеранић и Мирослав Лекић | Ђорђе Милосављевић | 8. март 2020.      |
| Божа стиже да помогне Ики и Софији у обрачуну са доктром Настићем. Ускоро се открива и да Ика није уништио тикет који су добили од Катона Порције. На изборима у Паланци поново побеђује Софра Игњатовић. У Паризу, четири швиндлера деле зараду. У Београду, два стара швидлера почињу ново саучесништво... |                    |                                   |                                 |                    |                    |